# Córka Homera
Córka Homera (ang. Homer's Daughter) – powieść angielskiego pisarza Roberta Gravesa, wydana w 1955 roku.
Akcja powieści toczy się 300 lat po śmierci Homera, czyli około 300 r. p.n.e. na Sycylii, która jest opanowana przez greckie plemiona. Fabuła, podobnie jak w przypadku Odysei nawiązuje do skutków pozostawienia królestwa Itaki bez nadzoru. Odyseusz, wracając do domu, mści się na zalotnikach Penelopy.
Pierwsze polskie wydanie książki ukazało się w 1958 roku nakładem wydawnictwa Czytelnik; liczyło 232 strony. Książka została ponownie wydana w 2005 roku przez Państwowy Instytut Wydawniczy; wydanie to liczy 236 stron (ISBN 83-89700-13-1). Autorem przekładu obu wyżej wymienionych wydawnictw jest Wacław Niepokólczycki.